# Diastylis stygia
Diastylis stygia är en kräftdjursart som beskrevs av Sars 1871. Diastylis stygia ingår i släktet Diastylis och familjen Diastylidae. Inga underarter finns listade i Catalogue of Life.

## Bildgalleri

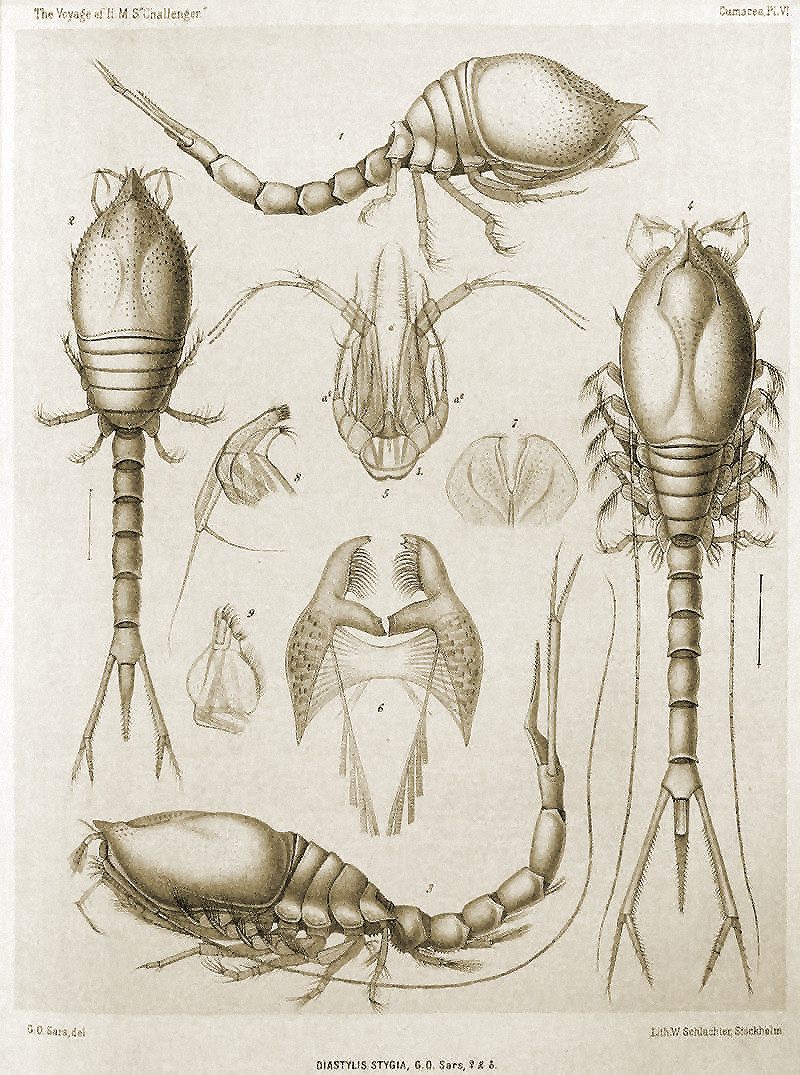